# Convention sur la protection et la promotion de la diversité des expressions culturelles
La Convention sur la protection et la promotion de la diversité des expressions culturelles est un traité adopté en octobre 2005 à Paris durant la 33e session de la Conférence générale de l'Organisation des Nations unies pour l'éducation, la science et la culture (UNESCO) en réaffirmant et se référant à Déclaration universelle des droits de l'homme et à la Déclaration universelle de l'UNESCO sur la diversité culturelle. La convention entre en vigueur en mars 2007.
Le débat politique opposant le commerce et la culture constitue la genèse de sa création.  L’idée de protéger la diversité culturelle constitue une réponse aux craintes d’une homogénéisation de la culture générée par les processus de mondialisation. Dans les années 2000, les membres de l’UNESCO élaborent deux instruments visant à protéger cette diversité : la Convention pour la sauvegarde du patrimoine culturel immatériel de 2003 et la Convention sur la protection et la promotion de la diversité des expressions culturelles de 2005.

## Le contexte et les négociations menant à l'adoption de la Convention de 2005

### Contexte menant à la négociation d’un instrument juridique contraignant en matière de diversité culturelle

#### L'impact de la libéralisation des échanges sur les politiques culturelles des États
Le concept de diversité des expressions culturelles est l’aboutissement d’un changement de paradigme dans la manière d’envisager le statut particulier de la culture dans les relations internationales, en en particulier dans le cadre d’accord visant à libéraliser les échanges commerciaux. Il succède aux concepts d’exception culturelle ou d’exemption culturelle apparus durant les années 80. La prise de conscience de la part de certains États des impacts de la libéralisation des échanges économiques sur leurs politiques culturelles est l’élément déclencheur de l’émergence du concept de diversité culturelle et du besoin de protéger la diversité des expressions culturelles, notamment en raison de la force du marché des films hollywoodiens.
La Convention de 2005 nait de la volonté de « concilier les objectifs apparemment inconciliables des politiques culturelles ou de la protection de la diversité culturelle d’une part, et les politiques commerciales ou la libéralisation du commerce international de l’autre ». Il importe de brosser un portrait des circonstances ayant mené au développement du concept de la diversité culturelle pour comprendre l’engouement pour l’adoption d’une Déclaration universelle sur la diversité culturelle en 2001, puis d’une Convention visant à protéger et promouvoir la diversité des expressions culturelles en 2005.
La libéralisation des échanges économiques, aussi appelée « mondialisation », « globalisation » ou libre-échange, consiste essentiellement à abaisser progressivement les barrières tarifaires et non tarifaires au commerce en vue de faciliter la circulation des biens, des services et des capitaux entre les États. Dans plusieurs accords, les États disposent par ailleurs d’une marge de manœuvre, souvent variable, pour exclure certains secteurs économiques de leurs engagements ou encore pour mettre en place des exceptions visant à protéger des politiques nationales qui seraient autrement incompatibles avec leurs engagements commerciaux (par exemple des politiques environnementales, sociales, culturelles, etc.).
Au niveau multilatéral, la libéralisation des échanges est d’abord stimulée par l’adoption, en 1947 de l’Accord général sur les tarifs douaniers et le commerce (GATT de 1947). Une réforme du système commercial multilatéral menée dans le cadre des négociations du Cycle d’Uruguay (1986-1994) permet d’intégrer le GATT de 1947 dans un ensemble beaucoup plus vaste d’accords commerciaux multilatéraux. Ces accords, annexés à la Déclaration de Marrakech de 1994, entrent en vigueur le 1er janvier 1995. Ils mènent simultanément à la création et l’entrée en fonction de l’Organisation mondiale du commerce (OMC).
Le GATT de 1947 reconnait déjà la spécificité culturelle du secteur du cinéma en permettant aux États de maintenir certains types de contingents à l’écran pour assurer la diffusion de films nationaux. Au moment de réformer le système commercial dans les années 80 et 90, le Canada et la France demandent qu’un traitement particulier soit réservé aux services audiovisuels dans le cadre du nouvel Accord général sur le commerce des services (AGCS) alors en négociation. Les États-Unis s’y opposent fermement, ce qui conduira à l’« échec de l’exception culturelle », une expression qui traduit l’impossibilité d’exclure le secteur de la culture du système commercial multilatéral réformé. À cela s’ajoute l’échec des négociations d’un Accord multilatéral sur les investissements dont le projet de texte consolidé suggérait l’inclusion d’une clause d’exception culturelle générale, de même que l’échec du lancement d’un nouveau cycle de négociations commerciales qui devait se faire à l’occasion de la troisième Conférence ministérielle de l’OMC organisée à Seattle en décembre 1999.
La vulnérabilité des politiques culturelles des États apparait aussi à l’occasion de certains litiges commerciaux, et en particulier dans l’affaire Canada – Certaines mesures concernant les périodiques. Dans cette affaire, le Groupe spécial rejette l’un des arguments du Canada consistant à dire que, parce que le contenu des périodiques canadiens et des périodiques américains diffèrent, les produits ne sont pas similaires et, par conséquent, ils peuvent être traités différemment par le Canada. Au terme de cette affaire, certaines mesures visant à protéger l’industrie canadienne des périodiques sont considérées comme étant incompatibles avec les articles III et XI du GATT de 1994.
À la suite de ces événements, une question demeure irrésolue : les produits ayant une valeur culturelle doivent-ils être traités comme n’importe quelle autre marchandise ? Certains États répondent par l’affirmative. Ils estiment qu’il est nécessaire de se doter d’un instrument juridique autonome par rapport au système commercial multilatéral de l’OMC en vue de faire reconnaitre la double nature, économique et culturelle, des biens et des services culturels.
Par ailleurs, la reconnaissance de cette double nature apparait dans certains accords commerciaux bilatéraux ou régionaux au sein desquels des clauses d’exception ou d’exemption culturelle sont incorporées. Le premier accord à contenir une clause d’exemption culturelle est l’Accord de libre-échange Canada-États-Unis de 1988. En concluant cet accord, le Canada fait figure de pionnier concernant la défense de ses politiques culturelles dans un contexte d’intégration des économies. Cette clause est reconduite dans l’Accord de libre-échange Nord-américain (ALENA), entré en vigueur le 1er janvier 1994, et l’Accord Canada États-Unis Mexique (AECUM) signé le 30 novembre 2018 dont l’entrée en vigueur est prévue le 1er juillet 2020. Dans ces trois accords, l’exemption culturelle est assortie d’une clause de représailles permettant à une autre Partie de prendre des mesures de rétorsion à l’encontre du Canada en cas de recours à une politique culturelle autrement incompatible avec les engagements découlant de l’accord visé.
L’application des règles commerciales aux produits culturels soulève un problème particulier. En prenant des engagements au sein d’accords économiques, les États acceptent d’éliminer toute forme de discrimination entre les produits culturels nationaux et les produits culturels importés. Ce faisant, ils délaissent progressivement leur souveraineté culturelle, c’est-à-dire leur capacité à élaborer des politiques culturelles et d’octroyer des mesures de soutien à leurs propres industries culturelles, lesquelles reflètent leur identité. En ce sens, les fondements même du libre commerce permettent difficilement de reconnaitre la nature spécifique des produits culturels, lesquels sont porteurs d’identité, de valeur et de sens, d’où la nécessité d’incorporer des clauses d’exception culturelle et d’exemption culturelle (les clauses culturelles) dans les accords économiques.
Bien que ces clauses se multiplient, l’inquiétude demeure dans les milieux culturels face à la libéralisation progressive du secteur culturel et à la qualification répétée des produits culturels comme de simple « marchandise ». En effet, les clauses culturelles reçoivent un accueil mitigé lors des négociations commerciales. Certains États estiment qu’elles sont « protectionnistes » et, par conséquent, à l’antipode de l’idéologie du libre-échange qui favorise l’ouverture des marchés. Les États-Unis refusent généralement l’incorporation de telles clauses dans les accords de libre-échange qu’ils négocient.
Le concept de diversité culturelle permet d’apporter une perspective plus positive et d’appréhender favorablement le libre-échange. Il permet de tendre vers un équilibre entre les avantages économiques d’une ouverture des économies et la prise en compte de la spécificité des produits culturels.

### Le choix de l’UNESCO comme enceinte appropriée pour négocier un nouvel accord sur la diversité des expressions culturelles
Face au constat que les engagements pris au sein de l’OMC ne permettent pas de reconnaitre la double nature des biens et services culturels, des États décident à la fin des années 90 de déplacer le débat vers l’UNESCO. D’une part, l’Acte constitutif de l’UNESCO, et particulièrement ses articles 1 et 2, en font l’enceinte internationale appropriée pour mener ce débat.  D’autre part, les États-Unis ne sont pas membre de cette Organisation à cette époque (ils réintègrent l’UNESCO en 2003 au moment où la négociation de la Convention est lancée), ce qui crée un contexte favorable à l’élaboration d’un instrument multilatéral visant la protection de la diversité culturelle.
En 1998, le Plan d’action sur les politiques culturelles pour le développement élaboré lors de la Conférence de Stockholm énonce une recommandation en faveur de la spécificité des biens et services culturels. Ce plan d’action prépare le terrain pour les développements qui surviennent à compter du début des années 2000 en matière de diversité culturelle.

### Adoption de la Déclaration universelle de l’UNESCO sur la diversité culturelle de 2001
La Déclaration universelle de l’UNESCO sur la diversité culturelle est adoptée à l’unanimité (188 États membres) le 2 novembre 2001, soit aux lendemains des attentats du 11 septembre 2001. Dans ce contexte, les États affirment « que le respect de la diversité des cultures, la tolérance, le dialogue et la coopération, dans un climat de confiance et de compréhension mutuelles, sont un des meilleurs gages de la paix et de la sécurité internationales». Elle représente une occasion de « rejeter catégoriquement la thèse de conflits inéluctables de cultures et de civilisations ».
À l’article 8 de la Déclaration, les membres de l’UNESCO y affirment que les « biens et services culturels […], parce qu’ils sont porteurs d’identité, de valeurs et de sens, ne doivent pas être considérés comme des marchandises ou des biens de consommation comme les autres ». À l’article 9, le rôle des politiques culturelles est défini comme un outil permettant de « créer des conditions propices à la production et à la diffusion de biens et services culturels diversifiés ». L’importance de la coopération internationale est affirmée à l’article 10.
L’adoption de cette Déclaration, instrument juridique non contraignant, est une première étape vers l’élaboration de la Convention de 2005. L’opportunité de négocier un instrument juridique international contraignant est énoncée à l’Annexe II de la Déclaration, au premier paragraphe du Plan d’action pour la mise en œuvre de la Déclaration de l’UNESCO sur la diversité culturelle. Plusieurs articles de la Déclaration sont repris dans la Convention sur la protection et la promotion de la diversité des expressions culturelles négociée de 2003 à 2005.

#### Le rôle de l’Organisation mondiale de la Francophonie (OIF) dans l’adoption de la Convention de 2005
En adoptant la Déclaration de Cotonou et son plan d’action, l’OIF s’engageait à soutenir les projets d’instruments internationaux sur la diversité culturelle, en rappelant l’importance de ce concept pour la paix et la pérennité des expressions culturelles dans un contexte de mondialisation.

### Le rôle de la société civile dans l’adoption de la Convention de 2005
La société civile participe aux débats menant à l’élaboration de la Convention de 2005. 

#### Le Réseau international sur la politique culturelle (RIPC)
De l’initiative canadienne, en 1998, nait le RIPC à la suite d’une conférence internationale consacrée aux politiques culturelles. Vingt-un pays et des représentants de la société civile s’entendent sur l’intérêt d’un instrument international sur la diversité culturelle. Le professeur Ivan Bernier dépose, en novembre 2001, une esquisse d’instrument alors qu’il agit à titre de consultant.

#### La Coalition pour la diversité des expressions culturelles (CDEC)
Fondée au Québec en 1998, la Coalition pour la diversité des expressions culturelles (anciennement Coalition pour la diversité culturelle) a eu une grande importance dans la naissance du mouvement ayant mené à l’adoption de la Convention de 2005.  Elle a été l’instigatrice de quatre Rencontres internationales des organisations professionnelles de la culture, de 2001 à 2005.  Par ailleurs, « [i]l existe aujourd'hui une trentaine de coalitions pour la diversité culturelle (Allemagne, Argentine, Australie, Belgique, Bénin, Brésil, Burkina Faso, Cameroun, Canada, Chili, Colombie, Congo, Corée du Sud, Équateur, Espagne, France, Guinée, Hongrie, Irlande, Italie, Mali, Maroc, Mexique, Nouvelle-Zélande, Pérou, Sénégal, Slovaquie, Suisse, Togo, Uruguay) qui ont tenté de convaincre leurs gouvernements de ne prendre aucun engagement de libéralisation dans le secteur de la culture et ont appuyé dès ses débuts le projet d' une convention internationale sur la diversité culturelle. »

#### Le Réseau international pour la diversité culturelle (RIDC)
Le Réseau international pour la diversité culturelle a rédigé une ébauche de Convention mettant l’emphase sur les biens et services culturels.

### Les négociations du texte de la Convention de 2005

#### L’Avant-projet de Convention
À l’automne 2003, la Conférence générale, invitée par le Conseil exécutif, octroie au Directeur général le mandat de lancer les travaux pour l’élaboration de la Convention. L’Avant-projet de Convention est le fruit de trois réunions auxquelles quinze experts indépendants participent. Ces réunions se déroulent du 17 au 20 décembre 2003, du 30 mars au 3 avril 2004 et à la fin mai 2004. L’Avant-projet est distribué aux États membres en juillet 2004. Il constitue la base des négociations intergouvernementales qui se déroulent à compter de l’automne 2004 en vue de l’élaboration du projet de Convention qui doit être présenté à la Conférence générale de 2005.  
La première réunion intergouvernementale qui se tient du 20 au 24 septembre 2004 permet de mettre en place la structure de négociation et d’exprimer les conceptions respectives quant au type de convention à venir.  Des divergences de vues persistent au sujet de l’objet de la Convention, sa relation avec d’autres accords internationaux et le niveau de contrainte des engagements.
Lors de la seconde réunion intergouvernementale, l’Assemblée plénière se penche sur la quasi-totalité des dispositions de l’Avant-projet. Les termes « expressions culturelles », « protection » et « protéger », ainsi que « biens et services culturels », sont débattus, de même que le mécanisme de règlement des différends.
Lors de la troisième réunion intergouvernementale, un groupe de travail est chargé de trouver un compromis entre les positions exprimées jusqu’alors sur la relation de la Convention avec les autres traités.  Un vote houleux sur le texte de l’article 20 mène les États-Unis à demander l’enregistrement de leur opposition formelle quant au texte adopté. Entre la fin des négociations et la 33e Conférence générale de l’UNESCO, les États-Unis mènent une campagne visant à rouvrir les négociations. Le Canada répond en proposant que l’avant-projet soit considéré comme un projet de convention et fasse l’objet d’un vote d’adoption lors de la 33e session de la Conférence générale, ce qui fut le cas.

## Le texte de la Convention de 2005

### Le préambule
Conformément à l’article 31 de la Convention de Vienne sur le droit des traités, le préambule fait partie du texte d’une convention et peut servir à son interprétation.  Son rôle est de faire sommairement état de la raison d’être d’un accord et de situer le contexte juridique dans lequel il s’inscrit.
Le Préambule de la Convention sur la diversité des expressions culturelles 2005 s’ouvre sur une affirmation à l’effet « que la diversité culturelle est une caractéristique inhérente à l’humanité » et qu’elle « constitue un patrimoine commun de l’humanité » (paragraphes 1 et 2). La diversité culturelle est aussi perçue comme « un ressort fondamental du développement durable des communautés, des peuples et des nations » (paragraphe 3). Le respect de toutes les cultures est promu, y compris celles des personnes appartenant aux minorités et celles des peuples autochtones (paragraphe 15).
Un des messages clés véhiculés par le préambule de la Convention est que la diversité des expressions culturelles est soumise à une pression provenant de son traitement dans les négociations commerciales, annonçant ainsi la légitimité des mesures à prendre visant sa préservation, sa sauvegarde et sa mise en valeur. Ainsi, la Conférence générale de l’UNESCO « constat[e] que les processus de mondialisation, facilités par l’évolution rapide des technologies de l’information et de la communication, s’ils créent les conditions inédites d’une interaction renforcée entre les cultures, représentent aussi un défi pour la diversité culturelle, notamment au retard des risques de déséquilibres entre pays riches et pays pauvres » (paragraphe 19). À cet égard, le Préambule suggère notamment que la culture soit incluse « en tant qu’élément stratégique dans les politiques nationales et internationales de développement, ainsi que dans la coopération internationale pour le développement » (paragraphe 6).
Une référence à la double nature des biens et services cultuels figure également dans le Préambule (paragraphe 18). La Conférence générale se dit en effet « [c]onvaincue que les activités, biens et services culturels ont une double nature, économique et culturelle, parce qu’ils sont porteurs d’identités, de valeurs et de sens et qu’ils ne doivent donc pas être traités comme ayant exclusivement une valeur commerciale ».
Le préambule contient enfin de multiples références à des aspects qui sont à la périphérie du champ d’application de la Convention, tout en étant intimement liés à la diversité des expressions culturelles, notamment les droits de propriété intellectuelle, à la protection des droits et libertés fondamentaux, la diversité linguistique et les savoirs et expressions traditionnels.

### Les objectifs, article 1
L’article premier de la Convention énonce neuf objectifs. Outre l’objectif général visant à « protéger et promouvoir la diversité des expressions culturelles » (paragraphe (a)), les Parties poursuivent entre autres les objectifs suivants […] (g) de reconnaître la nature spécifique des activités, biens et services culturels en tant que porteurs d’identité, de valeurs et de sens; (h) de réaffirmer le droit souverain des États de conserver, d’adopter et de mettre en œuvre les politiques et mesures qu’ils jugent appropriées pour la protection et la promotion de la diversité des expressions culturelles sur leur territoire […]» et ; « de renforcer la coopération et la solidarité internationales dans un esprit de partenariat afin, notamment, d’accroître les capacités des pays en développement de protéger et promouvoir la diversité des expressions culturelles.

### Les principes directeurs, article 2
La Convention dénombre huit principes directeurs. Ils servent de guident d’interprétation des engagements contractés par les Parties.  Ces principes sont :
- Principe du respect des droits de l’homme et des libertés fondamentales (paragraphe 1)
- Principe de souveraineté (paragraphe 2)
- Principe de l’égale dignité et du respect de toutes les cultures (paragraphe 3)
- Principe de solidarité et de coopération internationales (paragraphe 4)
- Principe de la complémentarité des aspects économiques et culturels du développement (paragraphe 5)
- Principe de développement durable (paragraphe 6)
- Principe d’accès équitable (paragraphe 7)
- Principe d’ouverture et d’équilibre (paragraphe 8)

### Champ d'application, article 3
L’article 3 de la Convention, prévoit le champ d’application : « La présente Convention s’applique aux politiques et aux mesures adoptées par les Parties relatives à la protection et la promotion de la diversité des expressions culturelles. »

Le champ d’application s’est progressivement précisé. Le professeur Ivan Bernier explique :
« Plus tard, au fil des négociations, les mots contenus culturels et expressions artistiques ont été remplacés par expressions culturelles pour des raisons de simplicité et de clarté, les contenus culturels devant être exprimés sous une forme ou une autre, et les expressions artistiques étant également culturelles. »

### Définitions, article 4
Les définitions permettent de préciser le sens d’un terme dans le contexte précis de l’instrument juridique. La Convention de 2005 contient une définition des termes suivants : « Diversité culturelle », « Contenu culturel », « Expressions culturelles », « Activités, biens et services culturels », « Industries culturelles », « Politiques et mesures culturelles », « Protection » et « Interculturalité ».
Les définitions d’« expressions culturelles », de « contenu culturel », et d’« activités, biens et services culturels » doivent être lues conjointement afin de bien comprendre le champ d’application de la Convention.  D’abord, les expressions culturelles « sont les expressions qui résultent de la créativité des individus, des groupes et des sociétés, et qui ont un contenu culturel. »  Ce contenu culturel « renvoie au sens symbolique, à la dimension artistique et aux valeurs culturelles qui ont pour origine ou expriment des identités culturelles ».  Ainsi, les activités, biens et services culturels visés par la Convention sont ceux qui « renvoie aux activités, biens et services qui, dès lors qu’ils sont considérés du point de vue de leur qualité, de leur usage ou de leur finalité spécifiques, incarnent ou transmettent des expressions culturelles, indépendamment de la valeur commerciale qu’ils peuvent avoir. Les activités culturelles peuvent être une fin en elles-mêmes, ou bien contribuer à la production de biens et services culturels. »  L’avant-projet de la Convention contenait même une liste non exhaustive de ce que pourrait constituer un bien ou un service culturel, mais les Parties ont finalement retiré cette liste.
Autrement dit, une activité, un bien, un service ou un produit culturel doit résulter de la créativité (art. 4.3), posséder un sens symbolique, une dimension artistique et des valeurs culturelles qui ont pour origine ou expriment les identités culturelles (art. 4.2), et ce sans égard à leur valeur commerciale (art. 4.4).   Par ailleurs, telles que formulées, les définitions permettent aux États d’élaborer des politiques culturelles visant des produits culturels numériques.
La Convention crée plusieurs nouvelles notions et emploie des expressions similaires à certaines déjà connues, obligeant ainsi les parties prenantes à un « effort sémantique ».
D’abord, la notion de « diversité culturelle » est facilement confondue avec les termes analogues « interculturalité », « interculturalisme », « multiculturalisme » ou « pluralisme culturel ».  Au sens de la Convention de 2005, la « Diversité culturelle renvoie à la multiplicité des formes par lesquelles les cultures des groupes et des sociétés trouvent leur expression. Ces expressions se transmettent au sein des groupes et des sociétés et entre eux.  La diversité culturelle se manifeste non seulement dans les formes variées à travers lesquelles le patrimoine culturel de l’humanité est exprimé, enrichi et transmis grâce à la variété des expressions culturelles, mais aussi à travers divers modes de création artistique, de production, de diffusion, de distribution et de jouissance des expressions culturelles, quels que soient les moyens et les technologies utilisés. »
Cette définition crée le lien avec la Déclaration universelle sur la diversité culturelle, mais également avec la notion « d’expression culturelle ».  Elle renvoi également au « patrimoine culturel de l’humanité », qui inspire à la fois le « patrimoine commun de l’humanité » et la Convention sur le patrimoine culturel immatériel.  Cet entrelacement de notions juridiques encourage une compréhension globale de chacune d’elles afin de cerner ce qu’est la « diversité culturelle ».

### Droits et obligations des parties

#### Droit de mettre en œuvre les politiques culturelles, article 5
La Convention réaffirme le droit souverain des États de légiférer dans le secteur culturel et favorise la création de conditions permettant aux expressions culturelles de s’épanouir et d’interagir librement d’une manière mutuellement bénéfique.

#### Les droits et obligations au niveau national, articles 6 à 11
L’article 6 présente une liste illustrative de mesures auxquelles les États peuvent recourir pour exercer leur droit souverain d’adopter les politiques culturelles de leur choix. Cette liste autorise notamment le recours aux quotas ou aux subventions.
L’obligation de promouvoir les expressions culturelles, est énoncé à l’article 7.  Les parties à la Convention ont l’obligation de prendre des mesures visant à promouvoir les expressions culturelles se trouvant sur leur territoire.  Afin de détailler cette obligation, la Conférence des parties a adopté lors de sa 2e session les Directives opérationnelles – Mesures destinées à promouvoir les expressions culturelles.  Les Directives mentionnent que les mesures peuvent porter sur toutes les étapes de la chaine de production (création, production, distribution/diffusion, accès) et énumère une série d’outils par lesquels elles peuvent se matérialiser.
Les paragraphes 1 et 2 de l’article 8 énoncent les pouvoirs d’un État de diagnostiquer une situation où une expression culturelle nécessite une « sauvegarde urgente » et de prendre « toutes les mesures appropriées ». L’article 8 n’a pas pour effet de restreindre le droit d’intervention général des États prévu aux articles 5 et 6.
Toutefois, le troisième paragraphe de l’article 8, à caractère obligationnel plutôt que permissif, impose aux parties qui font appel à de telle mesure d’en aviser le Comité intergouvernemental.  Celui-ci peut alors faire les recommandations appropriées.  Le rôle du Comité dans ce contexte est encadré par des Directives opérationnelles, qui lui confèrent un pouvoir d’examen et de recommandation. Un pouvoir de dénonciation lui est également conféré, sous le couvert de mesures de coopération, en ce qu’il peut diffuser cette information aux autres parties. L’article 8 peut être lu en conjonction avec les articles 12 et 17 de la Convention.

#### La coopération culturelle et la solidarité internationale, articles 12, 14 à 19
L’article 12 énonce les cinq objectifs des États en matière de coopération internationale.
L’article 14 fournit aux parties une liste non exhaustive de mesures de coopération culturelle internationale Nord-Sud, Nord-Nord, Sud-Sud. Les mesures de coopération portent sur le renforcement des industries culturelles, le renforcement des capacités, le transfert de technologie et de savoir-faire, ainsi que le soutien financier. Elles sont détaillées par les Directives opérationnelles.
L’article 15 constitue la disposition la plus explicite en matière de partenariats entre les autorités publiques et la société civile.  L’objectif des partenariats est notamment de répondre aux besoins concrets des pays en développement.
L’article 16 contient l’un des engagements les plus contraignants de la Convention de 2005. Il stipule que « [l]es pays développés facilitent les échanges culturels avec les pays en développement en accordant, au moyen de cadres institutionnels et juridiques appropriés, un traitement préférentiel à leurs artistes et autres professionnels et praticiens de la culture, ainsi qu’à leurs biens et services culturels ».
L’obligation de « faciliter les échanges culturels » repose sur les pays développés et elle doit profiter aux pays en développement.  Les Directives viennent préciser les contours applicables aux mesures relatives au traitement préférentiel. Notons qu’il s’agit de la première fois qu’un accord contraignant dans le domaine culturel parle de « traitement préférentiel » de façon explicite.
Le moyen d’y parvenir est la mise en place de « cadres institutionnels et juridiques » afin de faciliter le mouvement des personnes (« artistes et autres professionnels et praticiens de la culture ») et des produits culturels (« biens et services culturels »). Les mesures de traitement préférentiel peuvent être de nature culturelle (par exemple, l’accueil d’artistes de pays en développement dans des résidences d’artistes de pays développés), de nature commerciale (par exemple, l’allégement des demandes de visa pour les artistes de pays en développement), ou encore mixte, c’est-à-dire à la fois culturelle et commerciale (par exemple, la conclusion d’un accord de coproduction cinématographique prévoyant des mesures qui facilitent l’accès au marché du pays développé pour l’œuvre coproduite).
Trois accords assortis de protocole de coopération culturelle conclus par l’Union européenne constituent l’illustration de meilleures pratiques en matière de mise en œuvre de l’article 16 de la Convention de 2005. Ils contiennent des cadres élaborés de coopération culturelle avec certains pays en développements, tout en étant annexés à un accord commercial.  D’autres parties ont opté pour l’adoption de clauses de traitement préférentiels intégrées directement au cadre de l’accord commercial.
Les parties ont également l’obligation de coopérer dans les situations de menace grave contre les expressions culturelles, en vertu de l’article 17.
Le Fonds international pour la diversité culturelle (FIDC) est né grâce aux revendications des pays en développement et est créé en vertu de l’article 18 de la Convention de 2005.  Il est constitué notamment de contributions volontaires des États membres.  En effet, aucune contribution n’est obligatoire pour les parties à la Convention. Cela engendre une certaine incertitude quant à la pérennité du financement et fait en sorte que la mise en place du Fonds répond au principe de la « solidarité hiérarchique » plutôt que de la « réciprocité ».
L’attribution des ressources financières aux pays en développement qui sont parties à la Convention se fait en fonction de leur intérêt à développer leurs politiques culturelles et leurs industries culturelles. Depuis 2010, environ 114 projets dans 58 pays en développement ont été réalisés grâce au financement octroyé par le FIDC.

#### L’intégration de la culture dans le développement durable
L’article 13 énonce l’obligation des parties d’intégrer la culture dans leur politique de développement durable à tous les niveaux. Cet article fait écho à l’article 11 de la Déclaration universelle de l’UNESCO sur la diversité culturelle qui qualifie la diversité culturelle de « gage d’un développement humain durable ».

### Relations avec les autres instruments

#### Soutien mutuel, complémentarité et non-subordination, article 20
La détermination de la relation entre la Convention et les autres traités constituent une des difficultés importantes rencontrées dans le cadre des négociations de la Convention de 2005.  La question épineuse consiste à déterminer si cette Convention aura prévalence, ou à l’inverse si elle sera subordonnée, aux autres accords internationaux, existants ou à venir, négociés par les États parties, advenant une concurrence entre les engagements qu’ils auront contractés.
La manière de prévoir ces situations est l’adoption d’une clause de « relations avec les autres instruments ». Ainsi, le lien de subordination est prévu explicitement en fonction de la volonté des États parties exprimée dans un traité. Si une telle clause est prévue, ce n’est alors qu’en dernier recours que l’on fera appel aux règles générales d’interprétation du droit international (prévues dans la Convention de Vienne sur le droit des traités de 1969).
Dans le cas de la Convention de 2005, dès l’inscription de la question d’une « étude préliminaire sur les aspects techniques et juridiques sur l’opportunité d’un instrument normatif sur la diversité culturelle », les positions des États sont polarisées sur cet enjeu de l’articulation entre les traités.
Certains États, dont les États-Unis, le Japon, la Nouvelle-Zélande, la Tunisie et l’Inde, mettent en doute le bien-fondé ou la nécessité d’une telle clause et proposent simplement de la supprimer.  Pour leur part, la France, le Canada et la Chine souhaitent que la Convention soit placée sur un pied d’égalité avec les autres instruments.  La grande majorité des États s’expriment aussi en ce sens. Ils considèrent que la double nature des biens et services culturels méritent qu’ils soient traités à la fois par les textes de l’OMC et de l’UNESCO.
La nécessité d’incorporer une telle clause est finalement convenue. Au fil des Réunions intergouvernementales des experts, plusieurs options de textes sont formulées afin d’en établir la portée. Émerge alors une volonté de rechercher la complémentarité et la non-hiérarchie entre la Convention et les autres instruments juridiques internationaux.

Le professeur Ivan Bernier explique l’opposition qui persiste entre les États au sujet des relations entre la Convention et les autres instruments internationaux, de la manière suivante :
« Force est de constater d’abord qu’un fossé important sépare les Membres sur cette question. Ce qui pose un problème essentiellement, c’est leur vision opposée de la façon de gérer l’interface culture/commerce entendue ici comme le point de rencontre des préoccupations culturelles et des préoccupations commerciales.  Pour un certain nombre de Membres, il doit être clair qu’en aucun cas, les préoccupations culturelles doivent d’une quelconque façon interférer avec les préoccupations commerciales. En d’autres termes, les préoccupations commerciales, dans de telles situations, doivent l’emporter sur les préoccupations culturelles.  Mais pour une nette majorité des Membres, ceci est inacceptable. »
Une rédaction médiane proposée par l’Union européenne et sur laquelle sera fondée la version finale de la clause de relation entre les traités adoucit le caractère contraignant de la promotion de la Convention dans les autres enceintes internationales et promeut l’absence de hiérarchie entre la Convention et les autres instruments internationaux. La version finale du libellé de l’article 20 est ainsi l’illustration d’un compromis. 
Article 20 : Relations avec les autres instruments : soutien mutuel, complémentarité et non-subordination
Les Parties reconnaissent qu’elles doivent remplir de bonne foi leurs obligations en vertu de la présente Convention et de tous les autres traités auxquels elles sont parties. Ainsi, sans subordonner cette Convention aux autres traités :
a) elles encouragent le soutien mutuel entre cette Convention et les autres traités auxquels elles sont parties ; et
b) lorsqu’elles interprètent et appliquent les autres traités auxquels elles sont parties ou lorsqu’elles souscrivent à d’autres obligations internationales, les Parties prennent en compte les dispositions pertinentes de la présente Convention.

Rien dans la présente Convention ne peut être interprété comme modifiant les droits et obligations des Parties au titre d’autres traités auxquels elles sont parties.

#### Promotion de la Convention dans d’autres enceintes internationales, article 21
L’article 20 sur les Relations entre les autres instruments doit être lu conjointement avec l’article 21 sur la Concertation et coordination internationales.  Au titre de ce dernier, les parties « s’engagent à promouvoir les objectifs et principes de la présente Convention dans d’autres enceintes internationales. À cette fin, les Parties se consultent, s’il y a lieu, en gardant à l’esprit ces objectifs et ces principes ».
Le terme « autres enceintes internationales » renvoie notamment à l’Organisation mondiale du commerce (OMC), à l’Organisation mondiale de la propriété intellectuelle (OMPI), à l’Organisation du commerce et du développement économique (OCDE), mais aussi à des forums ou groupes de négociation bilatéraux ou régionaux plus informels.

### Organes de la Convention
La Conférence des parties et le Comité intergouvernemental forment ensemble « les organes directeurs » de la Convention.  Ils agissent comme « forum politique sur le futur de la politique culturelle et de la coopération internationale ».

#### Conférence des parties
La Conférence des parties est établie par l’article 22 de la Convention. Elle est composée de l’ensemble des pays ayant ratifié la Convention. Elle se réunit aux deux ans, ou de façon extraordinaire à la demande du tiers des parties, déposée au Comité intergouvernemental.
Elle a pour fonction « (a) d’élire les membres du Comité intergouvernemental ; (b) de recevoir et d’examiner les rapports des Parties à la présente Convention transmis par le Comité intergouvernemental ; (c) d’approuver les directives opérationnelles préparées, à sa demande, par le Comité intergouvernemental ; (d) de prendre toute autre mesure qu’elle juge nécessaire pour promouvoir les objectifs de la présente Convention. »  Les décisions administratives, opérationnelles et stratégiques clés sont prises dans son enceinte.
Jusqu’à présent, sept (7) sessions ordinaires ont eu lieu, la première ayant été tenue à Paris, du 18 au 20 juin 2007.

#### Comité intergouvernemental
Le Comité intergouvernemental est établi par l’article 23 de la Convention.  Il est composé de 24 Parties élues par la Conférence des parties, issues de toutes les régions du monde.  Les membres reçoivent un mandat de quatre ans et se réunissent annuellement.
En vertu de son règlement intérieur, le Comité intergouvernemental peut inviter à tout moment des organisations et des individus à participer à ses réunions. Il est assisté par le Secrétariat de l’UNESCO.
Il a pour principale fonction de « (a)promouvoir les objectifs de la présente Convention, encourager et assurer le suivi de sa mise en œuvre ; (b)préparer et soumettre à l’approbation de la Conférence des Parties, à sa demande, des directives opérationnelles relatives à la mise en œuvre et à l’application des dispositions de la Convention ; (c)transmettre à la Conférence des Parties les rapports des Parties à la Convention, accompagnés de ses observations et d’un résumé de leur contenu ; (d)faire des recommandations appropriées dans les situations portées à son attention par les Parties à la Convention conformément aux dispositions pertinentes de la Convention, en particulier l’article 8 ; (e)établir des procédures et autres mécanismes de consultation afin de promouvoir les objectifs et principes de la présente Convention dans d’autres enceintes internationales ; (f)accomplir toute autre tâche dont il peut être chargé par la Conférence des Parties. »

#### Secrétariat
Le Secrétariat est basé au siège de l’UNESCO, à Paris.  Il aide dans la préparation de documents utilisés par la Conférence des parties et le Comité intergouvernemental lors de leur réunion statutaire respective.
Il participe également au financement des projets innovants, par le biais du Fonds international pour la diversité culturelle, propose des formations dans les domaines de la conception et de la mise en œuvre des politiques culturelles, du suivi et de l’évaluation des politiques et du développement de projets et promeut la collecte, l’analyse et l’échange d’information.

### La place de la société civile
Conformément à l’article 11 de la Convention de 2005, les organisations de la société civile sont impliquées à plusieurs niveaux dans la mise en œuvre et la promotion de la Convention. Bien qu’elles ne puissent assister aux Conférences des parties, les organisations peuvent assister, sur invitation, aux réunions du Comité intergouvernemental, elles peuvent participer aux financements, contribuer grâce à leur expertise ou bénéficier de subvention pour la réalisation de Projets innovants du FIDC. En 2016, 68% des projets innovants impliquaient la société civile.

#### Les Chaires de recherche
La société civile englobe aussi depuis quelques années des Chaires UNESCO dont les objectifs de recherche sont liés à ceux de la Convention de 2005. À ce titre, ces chaires peuvent jouer un rôle dans la mise en œuvre de la Convention, en générant une réflexion indépendante sur laquelle des acteurs (gouvernements, organisations de la société civile, secrétariat de la Convention de 2005) peuvent s’appuyer élaborer certaines politiques de protection et de promotion de la diversité des expressions culturelles et pour prendre des décisions. Par exemple, la Chaire UNESCO sur la diversité des expressions culturelles, lancée en novembre 2016, participe à la mise en œuvre de la Convention et au développement de savoirs par le biais de projets de recherche, de publication, d’organisation d’événements scientifique ou grand public, ou encore par la création d’outils pédagogique (par exemple la base de données répertoriant les clauses culturelles dans les accords commerciaux). Une grande partie des travaux de la Chaire UNESCO sur la diversité des expressions culturelles porte actuellement sur la mise en œuvre de ce traité dans l’environnement numérique.

### Règlement des différends, article 25
L’article 25 prévoit le mode de règlement des différends qui peuvent naitre entre les parties au sujet de l’application ou de l’interprétation de la Convention. Conformément à cet article, les Parties doivent d’abord tenter de régler par la négociation et si elles ne parviennent pas à un accord, recourir aux bons offices ou à la médiation. Ce n’est qu’en l’absence de ces moyens ou à la suite de leur échec que les parties peuvent recourir à la conciliation. Le mécanisme de conciliation est décrit en Annexe à la Convention et est sujet à la reconnaissance par les parties au moment de leur acceptation ou adhésion.

### Ratifications et signatures

#### Entrée en vigueur
Conformément à son article 29, la Convention est entrée en vigueur trois mois suivants le dépôt du trentième instrument de ratification, d’acceptation ou d’adhésion.  Pour les parties étant devenue membre après cette, elle entre en vigueur à leur égard trois mois après le dépôt de leur instrument.

#### Nombre d’États signataires
À ce jour, la Convention a été ratifiée par 148 États signataires, ainsi que par l’Union européenne. Le Canada a été le premier État à ratifier ce traité le 28 novembre 2005. Les ratifications les plus récentes proviennent de l’Ouzbékistan et de Nioué (15 novembre 2019) et Botswana (7 janvier 2020).
Malgré une vague soutenue de ratifications entre 2005 et 2007, celles-ci ralentissent par la suite.  Afin de répondre à cette situation, le Comité intergouvernemental adopte une stratégie et un plan d’action pour la période 2010-2013 afin de stimuler les ratifications dans les régions sous-représentées de la région d’Asie, du Pacifique et les pays arabes.
Les organisations de la société civile, dont la Fédération internationale des Coalitions pour la diversité des expressions culturelles (FICDC), jouent un rôle important dans la mise en œuvre de cette stratégie.

#### Les États-Unis, les grands opposants
Bien qu’ils participent activement aux négociations et influencent la rédaction du texte de la Convention de 2005, les États-Unis refusent de ratifier la Convention.  L’argument principal de leur opposition est que les produits culturels sont des marchandises au même titre que tout autre bien et service.  Pour eux, les bénéfices du libre-échange s’étendent aux biens et services culturels. En octobre 2017, les États-Unis annoncent leur volonté de quitter l’UNESCO. Cette décision prend effet le 31 décembre 2018.
Par ailleurs, « on constate une absence de volonté de la part de certains États arabes, des États de la région Asie-Pacifique, de la Russie et du Japon envers la ratification ou encore la mise en œuvre de cet instrument juridique ».

### Cadre de suivi de la mise en œuvre
Le cadre de suivi est structuré par quatre objectifs primordiaux issus de la Convention, ainsi que par les résultats recherchés, les indicateurs de base et les moyens de vérification.
Les quatre objectifs sont : (1) Soutenir des systèmes de gouvernance durables de la culture, (2) Parvenir à un échange équilibré de biens et services culturels et accroître la mobilité des artistes et des professionnels de la culture, (3) Inclure la culture dans les cadres de développement durable et (4) Promouvoir les droits de l’Homme et les libertés fondamentales.
Le cadre de suivi se fonde sur l’article 9 de la Convention. Il est précisé par les Directives opérationnelles visant le partage d’information et la transparence.  Pour respecter cet engagement, les parties désigne un point de contact et doivent produire des rapports périodiques quadriennaux, le décompte débutant à la date du dépôt de son instrument de ratification, acceptation, approbation ou d’adhésion. Ces rapports sont examinés par la Conférence des parties et permettent notamment de prévoir des mesures de coopération internationale en ciblant les besoins des pays pouvant en bénéficier et d’identifier des mesures innovantes.  Une quarantaine d’États, dont Haïti, l’Islande, le Mali, le Nicaragua et le Panama, n’ont à ce jour remis aucun rapport périodique depuis leur ratification de la Convention.  Pour l’année 2020, 104 rapports périodiques sont attendus.

### Mise en œuvre de la Convention de 2005 dans l’environnement numérique
La Convention est rédigée selon un principe interprétatif de neutralité technologique.  Cela signifie qu’elle est conçue de manière à traverser le temps, sans qu’elle ne devienne désuète en raison de l’avancement technologique qui n’aurait pas été spécifiquement prévu au moment de sa rédaction.
Toutefois, il s’est avéré nécessaire d’adopter en 2017 les Directives opérationnelles sur la mise en œuvre de la Convention dans l’environnement numérique afin d’aider les parties à interpréter le texte en lien avec l’environnement numérique. Les Directives prévoient des modulations en lien avec l’environnement numérique pour l’ensemble des droits et obligations prévus à la Convention et sont donc nécessaires à leur interprétation.
Une incertitude profonde quant à la qualification des produits numériques et à l’application d’un cadre juridique approprié a marqué les premières années d’existence de la Convention.  L’adoption des Directives sur le numérique résout l’applicabilité de la Convention aux produits numériques, rappelant « la neutralité technologique de la Convention ».